# Llevataps

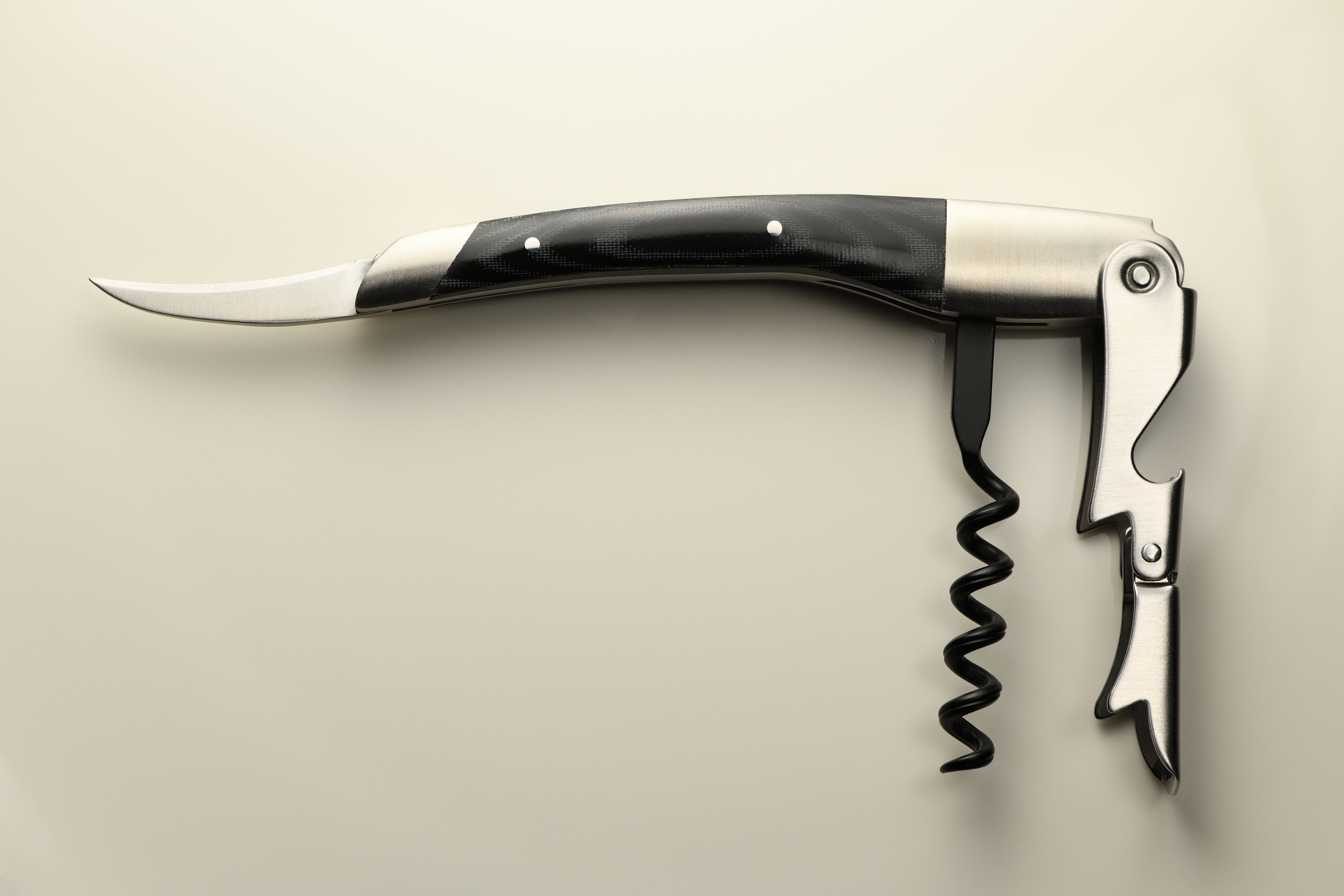
Un llevataps

El llevataps (calc de l'espanyol), tirabuixó (gal·licisme), i els més autèntics destapaampolles, destapabotelles, destapabarrals o destapador és un destapador o obridor, ço és una eina consistent en una espiral metàl·lica amb un mànec o una palanca que serveix per a llevar els taps de suro als flascons i a les ampolles. Els llevataps es fabriquen en materials tan diversos com ara plàstic, metall o fusta.
També rep el nom d'(es)tiratap(s), tribanella (Catalunya del Nord) i estirell (a Eivissa).

## Menes de llevataps
Hi ha diferents menes de llevataps:
- D'ampolla, el més habitual, que al seu torn adopta diferents formes:
- Plegable o plegadís, propi de l'hostaleria, ja que es pot portar a la butxaca.
- D'ales o de ventall que s'alcen en introduir la barrina, cosa que facilita l'extracció del tap de suro en fer palanca. És molt comú en l'àmbit domèstic com a estri de cuina. Disposa d'una rosca amb la qual perfora el tap, a mesura que s'enrosca l'espiral les ales pugen i acaben per fer de palanca.
- De paret, adossat o clavat a la paret i que s'acciona mitjançant un sistema de palanca. En general s'utilitzen en llocs de restauració com que són més grans que els domèstics. El seu funcionament és simple.
- De làmines, consistent en dues làmines metàl·liques que s'introduïxen en els laterals del coll de l'ampolla i, així, s'extrau el tap intacte.

Per la forma d'extracció del suro, se'n poden distingir de diverses menes:
- D'una impulsió
- De dues impulsions o de cambrer o de dos temps: És un dels més utilitzats i pràctics, la perforació es fa com la del manual, però permet de fàcilment treure el tap verticalment sense gaire esforç.
- Manual: el mànec té forma de T, s'ha d'enroscar l'espiral tot perforant el tap i, tot mantenint bé l'ampolla, estirar amb força.
- De palanca: treu el tap en qüestió de 3 segons. Una vegada col·locat i subjectant-lo en el coll de la botella, el mecanisme permet de treure el tap amb tan sols dos moviments.
- D'extracció contínua
- De làmines: es tracta de dues làmines, una de més llarga que l'altra, que s'introdueixen entre el tap i el coll de l'ampolla i ajuden a treure el tap amb moviments rotatius.
- Screwpull: amb la maneta de dalt fent-la girar, perfora verticalment a partir del centre del suro, evitant així de fer malbé els laterals. S'utilitza sobretot per a vins vells.
- Puigpull: és el sol llevataps de butxaca del món que extreu els taps de les ampolles verticalment. Hi cal tenir una xic de pràctica i precisió en perforar el tap, però després facilita d'extreure’l fàcilment verticalment i sense fer malbé el tap.

## Llevataps descapsulador

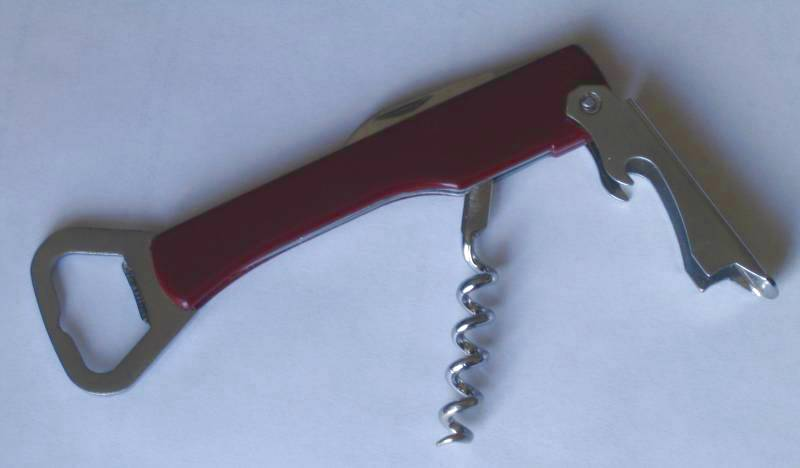
Un obridor descapsulador d'anell.

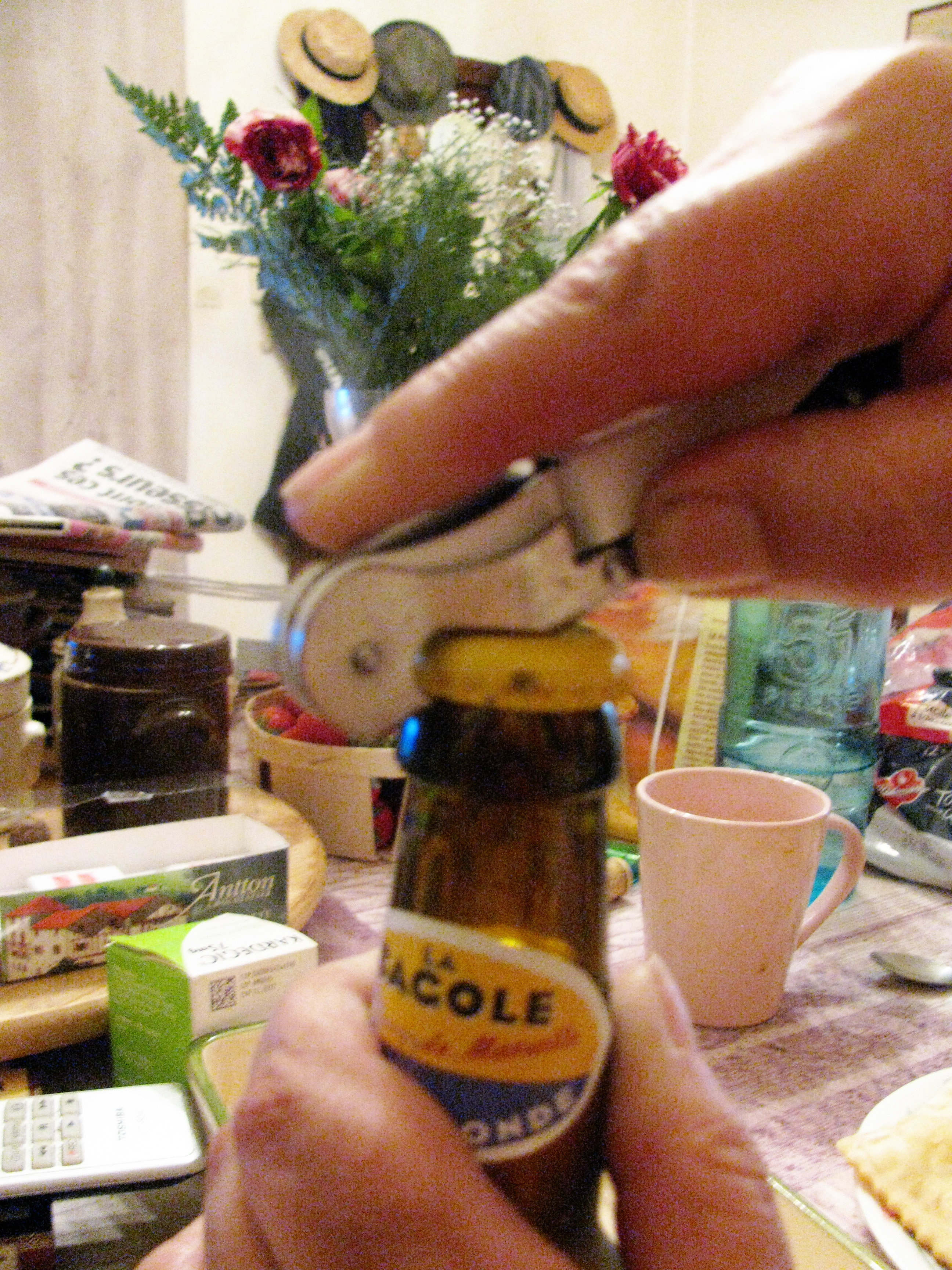
Descapsulatge amb un obridor descapsulador

Un llevataps descapsuladorés un tipus de llevataps que integra un descapsulador. Aquest estri és molt utilitzat pels servents o cambrer de bars i restaurants, com que aplega dues eines de més funció en aquest camp professional. També és d'àmplia difusió en les llars.
Alguns tenen fins a dues menes de descapsuladors, un a cada cap (un dels quals és plegable), i lateralment un llevataps plegadís d'un costat; A l'altre costat hi pot haver una ganivet plegable, per la qual cosa es pot semblar a un ganivet suís.

## Terminologia
Pel que fa a la procedència del mot mateix, observem que en català han entrat als diccionaris dues possibilitats: llevataps i tirabuixó. La segona d'aquestes prové del francès tire-bouchon, que traduït literalment vol dir "estira/treu taps".
Hi ha el terme obreampolles, que pot portar a confusió, que és un estri que serveix per a treure els taps metàl·lics de les ampolles.